# 耿玉礓
耿玉礓，男，满族，1963年5月出生，1980年12月参加工作，1986年8月加入中国共产党，辽宁省委党校研究生学历，理学硕士学位，原任中共宽甸满族自治县委书记。2012年6月任中共丹东市委常委（2012年5月8日公示）、市总工会主席。